# Cannikin
Cannikin foi um teste nuclear realizado pelos Estados Unidos, na ilha de Amchitka, Alasca, no dia 6 de novembro de 1971. Com um rendimento de 5 Megatons, foi o teste subterrâneo mais potente da história.